# Vorderer Bayerischer Wald

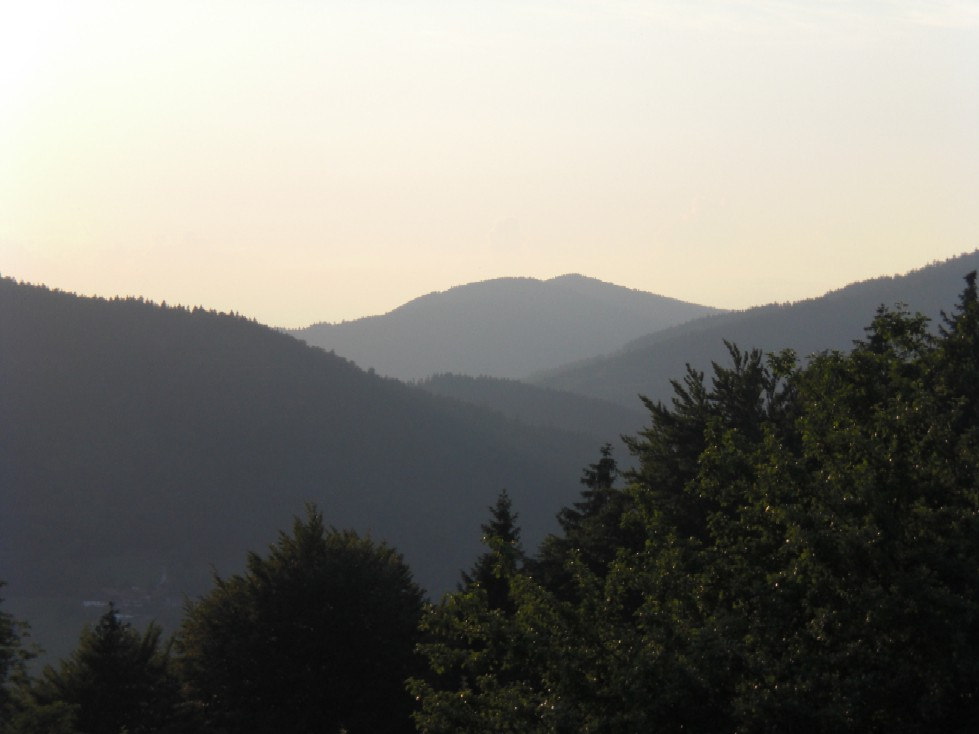
Blick zum Vogelsang

Der Vordere Bayerische Wald ist ein in Nordwest-Südostrichtung etwa 50 km langer, ungleichmäßig gegliederter, hochmontaner (bis 1121 m) Teil des Bayerischen Waldes zwischen Deggendorf im zentralen Süden, Zenting im Südosten und Viechtach im westlichen Norden. Es handelt sich um den Teil des Bayerischen Waldes, den man auch schon in deutlich früheren Zeiten – als man das Kammgebirge an der Grenze zu Tschechien noch – wie in Österreich noch heute – staatsübergreifend Böhmerwald genannt hatte, als „Bayerischen Wald“ bezeichnet hatte.

## Begriff

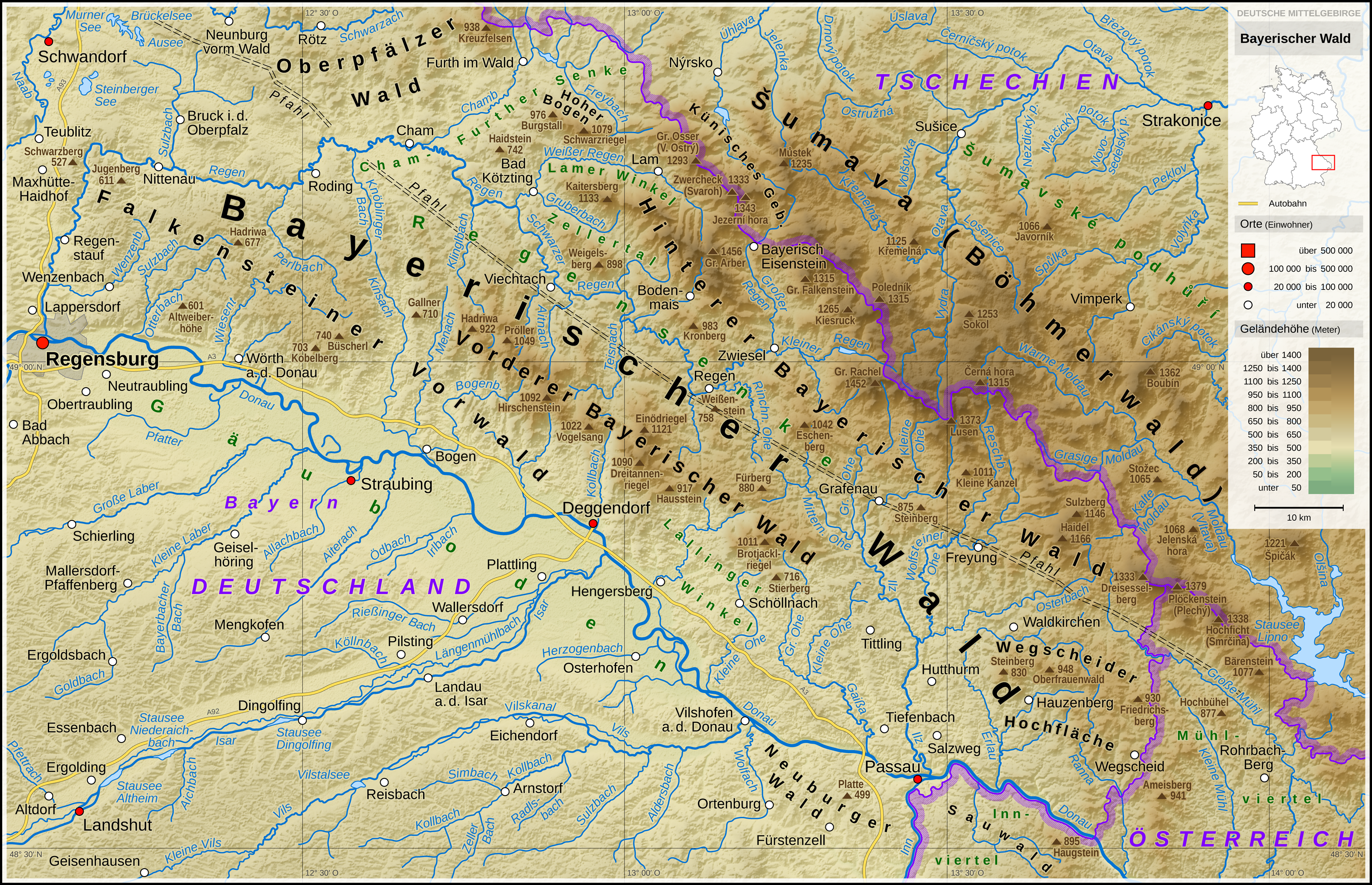
Topografie des Bayerischen Waldes

In älterer geographisch-landeskundlicher Literatur bezog sich der Begriff auf den gesamten südlichen Höhenzug des Bayerisch/Böhmischen Grundgebirges zwischen der Donau und dem Regen von der Keilbergsenke bei Regensburg bis zur deutsch-österreichischen Landesgrenze bei Passau. Bernhard Grueber und Adalbert Müller bezeichneten ihn 1846 als äußern Wald, „von den Geographen das Regengebirge genannt“. Andere wählten stattdessen die Bezeichnung Donaugebirge.
Häufig wurde dieses Gebiet sogar mit dem Bayerischen Wald gleichgesetzt und dem Böhmerwald gegenübergestellt. Beer sprach in seinem Werk Der Böhmerwald und Bayerische Wald 1925 von einer „ansehnlichen Vorlage des Böhmerwaldes“. Auch heute noch trägt auf vielen Karten allein das Vorgebirge die Bezeichnung Bayerischer Wald.
Das Amt für Landeskunde wies jedoch 1951 dieses Gebiet als Vorderen Bayerischen Wald aus und sonderte dessen zentrale Aufwölbungszone unter dem Namen Hoher Bayerischer Vorwald aus. Im Rahmen der landeskundlichen Gliederung Deutschlands wurde der Begriff Vorderer Bayerischer Wald sogar ausschließlich auf diesen, rund 380 km² umfassenden Bereich beschränkt, der nur die höheren Lagen des Vorgebirges einbezieht. Er gehört heute als Haupteinheit 405 zur Naturräumlichen Haupteinheitengruppe Oberpfälzisch-Bayerischer Wald (40).
Dessen ungeachtet verwendet der in der Landeskunde als Falkensteiner Vorwald ausgewiesene Teil in touristischer Hinsicht ebenfalls die Bezeichnung „Vorderer Bayerischer Wald“. Die folgende Beschreibung orientiert sich jedoch an der landeskundlichen Gliederung.

## Beschreibung
Die als Naturraum eingegrenzte Zone ist im Schnitt nur acht Kilometer breit. Sie verläuft in typisch herzynischer Richtung von Südost nach Nordwest zwischen dem Donaurandbruch im Süden und dem Pfahl im Norden.
Das Mittelgebirge besteht vor allem aus granitisierten Gneisen und erreicht Höhen bis über tausend Metern. Die höchste Erhebung ist der Einödriegel mit 1121 Metern. Weitere wichtige Erhebungen sind Pröller, Hirschenstein, Vogelsang, Dreitannenriegel, Breitenauriegel, Geißkopf und Brotjacklriegel.
Das bergige Gebiet wird vor allem durch Wälder sowie Land- und Forstwirtschaft geprägt. Am Fuße des Pröllers liegt der Wintersportort Sankt Englmar, auch am Kalteck, bei Langfurth sowie am Geißkopf und Einödriegel hat der Wintersport Bedeutung. Ebenfalls im Vorderen Bayerischen Wald liegen die Gemeinden Gotteszell, Grafling, Schöfweg und Zenting. Auf der Rusel überquert die Staatsstraße 2135 den Gebirgszug, während die Bundesstraße 11, die ursprünglich über die Rusel führte, diese Passhöhe jetzt umgeht und stattdessen der Waldbahn entlang des Bogenbaches folgt. Die Bahnstrecke überwindet den Vorderen Bayerischen Wald ebenfalls bei Gotteszell, benötigt dazu aber den 569 Meter langen Hochbühltunnel.

## Naturräumliche Gliederung
In den Arbeiten zum Handbuch der naturräumlichen Gliederung Deutschlands wurde der Vordere Bayerische Wald als Haupteinheit ausgerufen, in den folgenden Verfeinerungen 1:200.000 auf Blatt 174 Straubing (1967) und Blatt 165/166 Cham (1973) wurde diese Haupteinheit in die folgenden Teileinheiten gegliedert (falls nicht anders deklariert, stammen alle Angaben vom den größeren Teil der Landschaft umfassenden Blatt Straubing):
- 405 Vorderer Bayerischer Wald
  - 405.0	Östlicher Vorderer Bayerischer Wald (bis 1011 m)
    - 405. 00 Ranfelser Bergland (am Stierberg 716 m); Scharte zum Sonnenwald auf 573 m
    - 405.01 Sonnenwald (am Brotjacklriegel 1011 m)[10]
    - 405.02 Allhartsmaiser Senke; Scharte auf 723 m liegt östlich außerhalb des Naturraums
    - 405.03 Leopoldswald (am Dattinger Berg im Westen 886 m, am Fürberg im äußersten Osten 880 m); Scharte zu den Haussteinbergen auf 762 m
    - 405.04 Haussteinberge (am Hausstein 917 m)

  - 405.1 Ruselsenke; Scharte auf 844 m
  - 405.2 Riegelberge (am Einödriegel 1121 m)
  - 405.3 Graflinger Paßsenke; Scharte auf 586 m
  - 405.4 Westlicher Vorderer Bayerischer Wald (am Hirschenstein bis 1095 m)
    - 405.40 Vogelsangwald (am Vogelsang 1022 m);
    - 405.41 Kalteckpaß; Scharte auf 744 m
    - 405.42 Hirschensteinberge (am Hirschenstein 1095 m)
    - 405.43 Klinglbacher Senke; Scharte auf 737 m
    - 405.44 Elisabethszeller Berge (am Hadriwa 922 m)

### Struktur der Gebirgsgruppe
Die Höhen der Scharten deuten an, dass die Graflinger Paßsenke mit der Bundesstraße 11 und der Bayerischen Waldbahn von Grafling im Süden nach Gotteszell im Norden die tiefste Einschnittslinie innerhalb der Gebirgsgruppe darstellt. Gleichwohl ist der Vogelsangwald westlich derselben den Riegelbergen östlich davon mit ihren in Nord-Süd-Richtung streifenden Riedeln mit aufsitzenden Kuppen geomorphologisch sehr ähnlich aufgebaut – wobei es sich beim Vogelsangwald um nur einen Riedel mit nach Süden abnehmender Kuppenhöhe handelt (Vogelsang 1022 m, Butzen 775 m, Hinterberg 666 m). Während die Höhenzüge südöstlich der weniger tiefen Ruselsenke mit der St 2135 von Deggendorf im Südwesten zum etwas entfernten Regen im Nordosten sich deutlich ungeordneter aufbauen.
Die Aufteilung des Nordwestteils von 943.0 in Leopoldswald und Haussteinberge erscheint nicht wirklich gerechtfertigt; es handelt sich um im Grunde einen, in West-Ost-Richtung sehr symmetrisch aufgebauten Höhenzug mit dem Dattinger Berg im Zentrum und zwei Kreisstraßen, die einen Westflügel mit dem Hausstein (DEG 25) und einen Ostflügel mit dem Fürberg (DEG 23) abtrennen.
Einschneidender ist innerhalb der Ostteil-Einheit 943.0 die Trennlinie an der von der Bundesstraße B 533 passierten Allhartsmaiser Senke, die nur einen schmalen Korridor zwischen dem Leopolds- und dem Sonnenwald lässt. Das Ranfelder Bergland ist demgegenüber ein flächenmäßig sehr kleiner, durch die St 2322 nach Zenting abgetrennter Südausläufer des Sonnenwaldes, der ebenfalls nur durch einen schmalen Korridor mit ihm verbunden ist, indes aus nur einem wirklich eigenständigen Berg und zwei zusätzlichen kleinen Kuppen besteht, welche mit 553 und 521 m Höhe eigentlich schon die Mittelgebirgshöhe unterschreiten und auch dem submontanen Lallinger Winkel hätten zugeschrieben werden können. BfN gliedert sogar die gesamte Einheit 405.00 der Landschaft  „Passauer Abteiland -Nordteil“ zu, wobei nach der eigentlichen Gliederung auch der südliche Gebirgsteil genau den Lallinger Winkel (407) im Westen vom Abteiland (408) im Osten trennt (und für die „Winkel“-Form mit verantwortlich ist).
Der Kalteckpass wird in Nord-Süd-Richtung von der Kreisstraße REG 11 / DEG 3 passiert. Rein geomorphologisch-topographisch gesehen folgt auch die Klinglbacher Senke dieser Richtung. Von Norden folgt sie, begleitet von der SR 37, dem Klinglbach bachaufwärts und erreicht im Weiler Grün die Wasserscheide. Nach Süden setzt sich diese Senke bachabwärts am Obermühlbach fort und wird ab Grün auch von der St 2139 in Richtung Neukirchen begleitet. Die naturräumliche Gliederung folgt hier jedoch eher siedlungsgeographischen Aspekten und setzt die Senke ab Grün über die Gegenrichtung der Staatsstraße, nach Sankt Englmar im Osten, dem größten komplett im Inneren der Haupteinheit gelegenen Ort, fort, um erst ab dort der SR 21 bogenförmig nach Süden zu folgen. Das führt paradoxerweise dazu, dass der 880 m hohe Kapellenberg im Westen der Gemeinde der Senke bzw. den Elisabethszeller Bergen zugeordnet wird, obwohl er eigentlich ein Südausläufer des 1049 m hohen Pröller ist – die Scharte liegt auf 853 m auf der Staatsstraße im Nordwesten der Gemeinde. Dies spricht in Verbindung mit dem Namen „Senke“ deutlich dafür, diese am nach Süden gerichteten Teil der Staatsstraße anzunehmen und unter der Gebirgsgruppe Elisabethszeller Berge nur die zusammenzufassen, die westlich derer liegen.

### Gliederung nach LfU
Das Bayerische Landesamt für Umwelt (LfU) reduziert die komplexe Gliederung der Blätter Straubing und Cham auf eine reine Dreiteilung:
- 405 Vorderer Bayerischer Wald – 305,5 km² laut Handbuch, 382,23 km² bei LfU
  - 405-A	Westlicher Vorderer Bayerischer Wald (bis 1095 m) [≈ 405.4[9][8] + 405.3[8]] – 198,60 km²
  - 405-B	Riegelberge (bis 1121 m) [≈ 405.2][8] – 78,84 km²
  - 405-C	Östlicher Vorderer Bayerischer Wald (bis 1015 m) [≈ 405.0 + 405.1][8] – 104,79 km²

Die Flächen nach LfU entsprechen ziemlich genau den Grenzziehungen der beiden Einzelblätter; das Handbuch hatte seines groben Maßstabs (1:1.000.000) wegen keine sehr exakten Grenzen. Das Bundesamt für Naturschutz (BfN) kommt auf eine Fläche von 376 km², wobei die fehlenden rund 6 km² genau dem dort nicht eingerechneten Ranfelser Bergland entsprechen.

## Nachweise
1. 1 2  Naturräume der Haupteinheitengruppe 40 im BayernAtlas der Bayerischen Staatsregierung – Oberpfälzisch-Bayerischer Wald (Hinweise)
2. ↑  Bernhard Grueber, Adalbert Müller: Der bayrische Wald (Böhmerwald), 1846, Reprint 1993, S. 8.
3. ↑  K. Beer: Der Böhmerwald und Bayerische Wald, Monographien zur Erdkunde, Bd. 34, Bielefeld 1925, S. 4.
4. ↑  https://img226.imagevenue.com/img.php?image=22491_B01_122_461lo.jpg
5. ↑  A. Schramm: Wie heißt unser Heimatgebirge?, in: Der Bayerwald, 1952, S. 140–143.
6. ↑  Archivierte Kopie (Memento des Originals vom 28. Dezember 2008 im Internet Archive)  Info: Der Archivlink wurde automatisch eingesetzt und noch nicht geprüft. Bitte prüfe Original- und Archivlink gemäß Anleitung und entferne dann diesen Hinweis.
7. ↑  Emil Meynen, Josef Schmithüsen (Hrsg.): Handbuch der naturräumlichen Gliederung Deutschlands. Bundesanstalt für Landeskunde, Remagen/Bad Godesberg 1953–1962 (9 Lieferungen in 8 Büchern, aktualisierte Karte 1:1.000.000 mit Haupteinheiten 1960).
8. 1 2 3 4 5 6  Willi Czajka, Hans-Jürgen Klink: Geographische Landesaufnahme: Die naturräumlichen Einheiten auf Blatt 174 Straubing. Bundesanstalt für Landeskunde, Bad Godesberg 1967. → Online-Karte (PDF; 4,3 MB)
9. 1 2 3  Klaus Müller-Hohenstein: Geographische Landesaufnahme: Die naturräumlichen Einheiten auf Blatt 165/166 Cham. Bundesanstalt für Landeskunde, Bad Godesberg 1973. → Online-Karte (PDF; 4,4 MB)
10. ↑  Dieser Auf TK 250 werden 1015 angezeigrt; laut TK 25 sind es aber nur 1011.
11. ↑  Karten und Daten des Bundesamtes für Naturschutz (Hinweise)
12. ↑  Landschaftssteckbrief Vorderer Bayerischer Wald des Bundesamtes für Naturschutz (Hinweise)